# Moraleja del Vino
Moraleja del Vino es un municipio y localidad española de la provincia de Zamora, en la comunidad de Castilla y León.
Las fiestas en honor a Santa María Magdalena se celebran el 22 de julio. Moraleja del Vino es la cuna del reconocido escultor Eduardo Barrón González.

## Toponimia
El topónimo Moral, según Riesco Chueca,  responde a un modelo tradicional del área leonesa, consistente en un nombre de árbol en singular, femenino y con o sin artículo. Así es frecuente La Moral, con o sin artículo, así como sus diminutivos, que preservan el género femenino, de tradición latina. En la provincia de Zamora son frecuentes los topónimos Moral, Moraleja o Moralina. El origen de todos ellos es el totémico Morus nigra o morera negra (latín mōrus, -i), aún denominado moral en gran parte del dominio lingüístico leonés. Este es un árbol de antigua tradición concejil, frecuentemente plantado ante muchas de las iglesias rurales. En la mayor parte de los casos, su forma diminutiva no suele aludir a un moral pequeño, sino a una población llamada Moral que es de menor rango que otra localidad del mismo nombre.
Frente a esta teoría, también se indica que en origen podría referirse a personas procedentes de África si atendemos al significado derivado del vocablo latino 'maurus' (mauritano), y este del griego 'mαῦρος' (maûros), con significado de oscuro, por alusión al color de su piel.
"Del Vino" es, como en muchas localidades de la zona, la concreción geográfica que en este caso se hace necesaria para diferenciarlo de otros pueblo como Moraleja de Sayago en la misma provincia de Zamora.

## Historia
Durante la Edad Media la localidad de Moraleja del Vino quedó integrada en el Reino de León, siendo repoblada. Posteriormente, en la Edad Moderna, Moraleja formó parte del Partido del Vino de la provincia de Zamora, tal y como reflejaba en 1773 Tomás López en Mapa de la Provincia de Zamora. Así, al reestructurarse las provincias y crearse las actuales en 1833, la localidad se mantuvo en la provincia zamorana, dentro de la Región Leonesa, integrándose en 1834 en el Partido Judicial de Zamora.

## Geografía humana

### Demografía
Cuenta con una población de 1806 habitantes (INE 2024).
| Gráfica de evolución demográfica de Moraleja del Vino entre 1842 y 2021                                               |
| |
| Población de derecho según los censos de población del INE. Población de hecho según los censos de población del INE. |

### Transportes
Atraviesa el municipio la carretera provincial ZA-610 que lo une en dirección sureste con Sanzoles, Venialbo y La Bóveda de Toro y en dirección noroeste con Zamora, la capital de la provincia, situada a unos 10 km. Esta carretera permite enlazar además en el entorno de la capital con la carretera nacional N-630 que une Gijón con Sevilla así como a la autovía Ruta de la Plata, de igual recorrido que la anterior y que constituye el principal eje de transportes del oeste del país. 
Es además importante la carretera provincial ZA-623 que une con Casaseca de las Chanas y existen además varias carreteras locales que conectan con Bamba y Madridanos.  
En cuanto al transporte público se refiere, tras el cierre del Ferrocarril Ruta de la Plata, que pasaba por el cercano municipio de Morales del Vino y tenía parada en el mismo, no existen servicios de tren en el municipio ni en los vecinos, ni tampoco línea regular con servicio de autobús, siendo las estaciones más cercanas las de Zamora capital. Por otro lado el aeropuerto de Salamanca es el más cercano, estando a unos 80 km de distancia.

## Símbolos
Escudo
Escudo partido. 1.º de plata racimo de uvas de azur con tallo y hojas de sinople. 2.º de gules, libro abierto de plata. Al timbre Corona Real cerrada.
Bandera
Bandera rectangular de proporciones 2:3 formada por nueve franjas horizontales, siendo rojas las exteriores y la central de proporciones 3/16 y 1/4, y azules fileteadas de blanco, las intermedias en relación 3/32 y 3/64 respectivamente.

## Patrimonio
Destaca en la localidad la iglesia parroquial de Santa María Magdalena, de estilo renacentista, con la nave central datada en el XVI, mientras las laterales se añadieron a finales del XVIII. Dispone de arcos torales que sostienen la cúpula mientras el retablo mayor es grande, barroco y en tonalidad madera. Estuvo rematado con las imágenes de San José y la Magdalena, aunque esta última se encuentra ahora en la sacristía. Dos retablos laterales —también barrocos— y dos cornucopias pequeñas guardadas en la sacristía, se unen a la conservación de dos casullas bordadas de finales del siglo XV.
Además de algunas casas señoriales repartidas por el casco del pueblo y varios ejemplos de arquitectura tradicional en adobe, en el cementerio hay una ermita del siglo XIX, que aloja en el interior un interesante crucifijo del XVI.
|                    |
| Iglesia parroquial |

|                        |
| Espadaña de la iglesia |

|                                    |
| San Roque. Retablo lateral derecho |

|                                                |
| Detalle superior del retablo lateral izquierdo |

|                        |
| Interior de la iglesia |

## Gastronomía
Una especial afición por la paella y las fiestas de tortilla caracterizan a un pueblo que combina platos típicos de la capital como el arroz a la zamorana, con el tradicional cocido, sin olvidar los productos de matanza, y los huertos que abastecen a particulares de productos naturales para autoconsumo como verduras y hortalizas.

## Fiestas

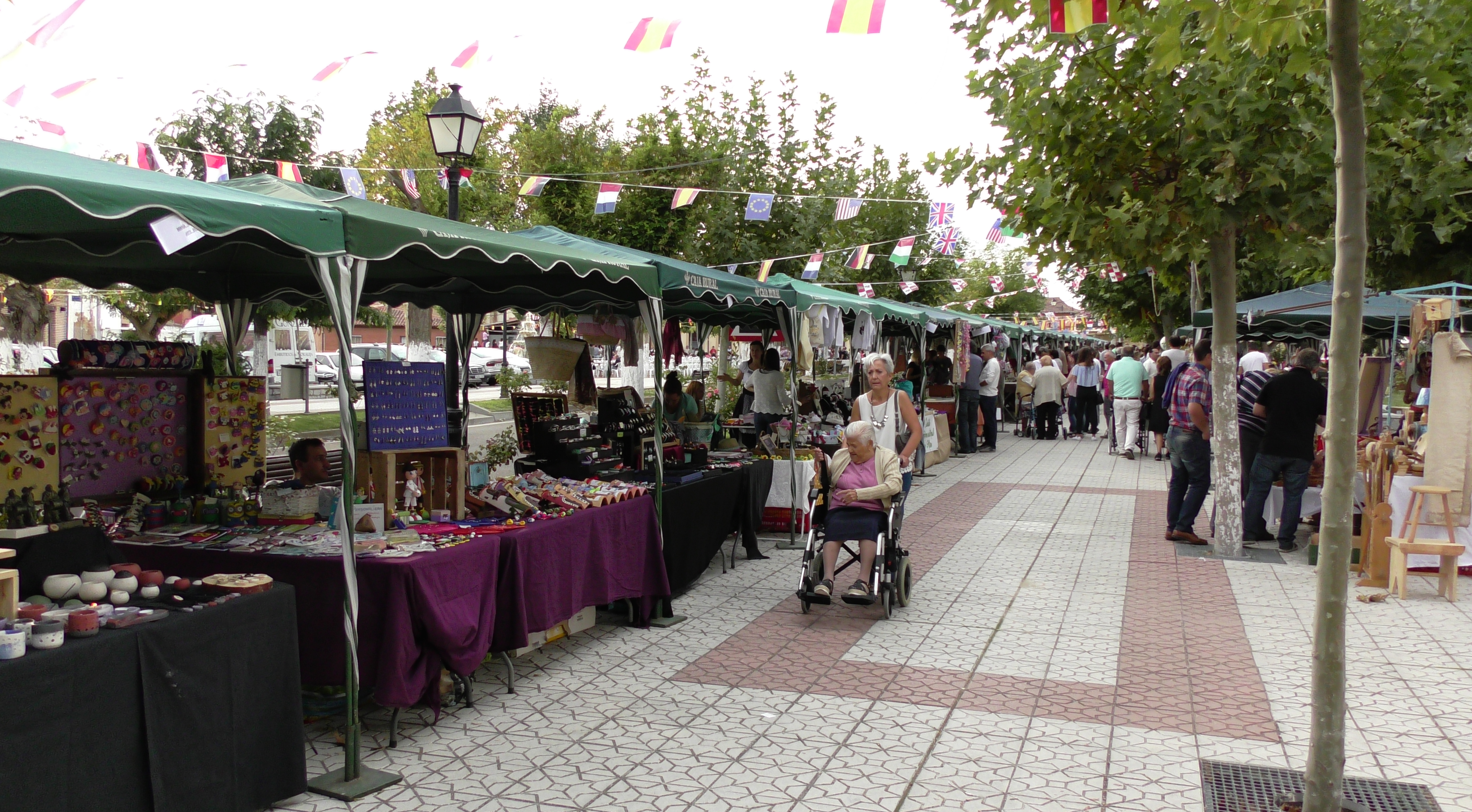
Moraleja en las fiestas de septiembre

A finales del mes de julio —en torno al 22— se celebran las fiestas patronales de la Magdalena, con un programa intenso que incluye el 25 de julio, con lo que se festeja también Santiago Apóstol. Son días de gran oferta de actividades que compatibilizan juegos infantiles, tradicionales o de mesa, torneos deportivos, conciertos musicales, actividades folklóricas, espectáculos taurinos, así como verbenas y degustaciones gastronómicas populares de gran afluencia.
A lo largo del año se mantienen también las tradicionales fiestas de quintos (cuando se planta el mayo), las de águedas y candelas, así como el carnaval, o una semana cultural que suele organizarse en agosto coincidiendo con la masiva presencia de emigrantes.